# Christoph Brouwer
Christoph Brouwer (Arnhem, 12 de marzo de 1559-Tréveris, 2 de junio de 1617) fue un jesuita y latinista alemán.

## Vida
Cursó la filosofía en Colonia y obtuvo la licenciatura en filosofía nueve días antes de entrar en la Compañía de Jesús. Acabados sus estudios, enseñó filosofía en la universidad de Tréveris, adonde, tenido un largo rectorado (1601-1613) en Fulda, regresó para sus últimos años de dolorosa enfermedad.
Erudito de valía, Brouwer editó la poesía latina de Venancio Fortunato y de Rabano Mauro; sus biografías de santos alemanes se publicaron por separado y algunas se incorporaron en las Acta Sanctorum de los bolandistas. También escribió una historia de Fulda y otra de Tréveris. Después de su muerte, algunas de sus obras las publicó Jacob Masen, entre otros.

## Obras
- Fuldensium Antiquitatum Libri IIII (Amberes, 1612).
- Antiquitates Annalium Trevirensium... (Colonia, 1626).
- Metropolis Ecclesiae Treviricae, ed. J. Masen y C.de Stramberg (Coblenza, 1855-1856).